# Glasgow (Schiff, 1910)
HMS Glasgow der Royal Navy  war ein Leichter Kreuzer, der am 25. März 1909 als drittes Schiff der Town-Klasse (Bristol-Gruppe) bei der Werft Fairfield Shipbuilding and Engineering Company in Govan (Schottland) auf Kiel gelegt wurde und am 30. September 1909 als erstes Schiff der Gruppe vom Stapel lief. Sie war das sechste Schiff dieses Namens in der Royal Navy. Schwesterschiffe waren Bristol, Gloucester, Liverpool und Newcastle, die zwischen September und Dezember 1910 alle in Dienst gestellt wurden.

## Technische Daten
Die ersten Schiffe der Klasse verdrängten etwa 4800 Tonnen und liefen mit ihren Parsons-Turbinen  (nur Bristol und Southampton hatten Brown-Curtis-Turbinen) bis zu 27 Knoten. Sie waren 131 m lang und 15,2 m breit und hatten 4,9 m Tiefgang. Die Bewaffnung bestand aus zwei 15,2-cm- und zehn 10,2-cm-Geschütze sowie vier Drei-Pfündern, vier Maxim-Maschinenkanonen und zwei 45,7-cm-Torpedorohren. Die Besatzung zählte im Krieg bis zu 475–500 Mann.

## Geschichte
Bei ihrer Indienststellung wurde die Glasgow der 2nd Battle Squadron der Home Fleet zugewiesen. Aber schon 1911 wechselte sie auf die Südamerika-Station. 1913 war sie auch vor Nordamerika im Einsatz.

### Kriegsbeginn
Vor Kriegsbeginn war die Glasgow wieder in Südamerika stationiert und besuchte in den letzten Friedenstagen Rio de Janeiro. Am 14. August 1914 kaperte sie den deutschen Dampfer Santa Catherina (4247 BRT, 1907) der Hamburg-Süd, der sich auf dem Weg von New York nach Santos befand, und lief mit ihm zum Abrolhos Rock, eine der geheimen britischen Kohlenstationen. Dort geriet die Bunkerkohle der Santa Catharina am 16. durch Selbstentzündung  in Brand. Da es nicht gelang, das Feuer zu löschen, versenkte die Glasgow das deutsche Schiff am 20. August.
Dann wurde die Glasgow dem Geschwader des Konteradmirals Christopher Cradock zugeteilt, der den aus der Karibik entkommenen deutschen Kreuzer Dresden suchte.
Sie nahm dann an den Seegefechten bei Coronel am 1. November 1914 und den Falklandinseln am 8. Dezember 1914 mit dem deutschen Ostasiengeschwader sowie an der Suche nach dem aus der Falklandschlacht entkommenen Kreuzer Dresden teil.
Am 18. September verließ die Glasgow mit Cradocks Panzerkreuzern Good Hope und Monmouth sowie dem Hilfskreuzer Otranto Montevideo Richtung Feuerland und traf am 28. September in Punta Arenas ein. Hier mussten die Briten feststellen, dass die Dresden bereits in den Pazifik gewechselt war. Da es weitere Hinweise gab, dass der bei Kriegsausbruch an der Pazifikküste Mexikos befindliche deutsche Kleine Kreuzer Leipzig sich nach Süden bewegte, wurde es wahrscheinlicher, dass die Kreuzer sich mit dem deutschen Ostasiengeschwader vereinigen wollten. Allerdings sollte Cradock sein Geschwader durch das ältere Linienschiff Canopus verstärken. Er lief daher erst zu den Falklandinseln zurück, um dessen Ankunft abzuwarten. Am 26. Oktober wechselte Cradock dann doch mit seinen Kreuzern in den Pazifik möglicherweise in der Hoffnung, einen der Kreuzer noch allein zu stellen. Das Linienschiff folgte zwar, aber es war nicht in der Lage im Kreuzerverband mitzulaufen. Auf der Suche nach der Leipzig, deren Funkverkehr man festgestellt hatte, lief die Glasgow am 31. Oktober Coronel an. Kurz zuvor waren die Versorger des Ostasiengeschwaders Yorck und Göttingen dort eingetroffen. Göttingen lichtete wieder den Anker und funkte um 2.50 Uhr am 1. November außerhalb der Dreimeilenzone: „Kreuzer Glasgow ankert auf Coronel Reede.“ Spees Geschwader marschierte umgehend mit 14 Knoten nach Süden, um die Glasgow abzufangen.

### Gefecht bei Coronel
So kam es zum Seegefecht bei Coronel am 1. November 1914, in das beide Seiten in dem Glauben marschierten, einen einzelnen Kreuzer des Gegners vor sich zu haben. Als die Deutschen um 18.34 Uhr auf 11 Kilometer das Feuer eröffneten, feuerten Scharnhorst und Gneisenau auf die britischen Panzerkreuzer Good Hope und Monmouth, die beide schließlich versenkt wurden, und die Leipzig auf die Glasgow, die je einmal am Heck und am Vorschiff und durch einen Blindgänger getroffen wurde. Als die Otranto die Flucht ergriff, beschoss auch die Dresden die Glasgow und erzielte fünf Wasserlinientreffer. Die Treffer der deutschen 10,5-cm-Geschütze hinterließen jedoch nur unbedeutende Schäden. Als auch noch die Gneisenau die Glasgow unter Feuer nahm, drehte John Luce, der Kapitän der Glasgow, ab, um sein Schiff zu erhalten, zumal die Dunkelheit ein Gefecht nicht mehr zuließ, während die Deutschen seine Abschüsse zum Zielen nutzten. Glasgow hatte keinen Treffer auf den Kleinen Kreuzern erzielt, aber mit einem Treffer auf der Gneisenau kurzzeitig deren hinteren Turm stillgelegt. Mit einem Raum unter Wasser konnte die Glasgow noch 24 Knoten laufen und verließ das Schlachtfeld auf der Suche nach der Canopus. Dabei wurde sie noch von Nürnberg gesichtet, ohne dass es zu einem Schusswechsel kam.
Glasgow lief nach dem Gefecht 3 Tage auf Südkurs mit 20 Knoten und durch Magellanstraße in den Atlantik. Die per Funk informierte Canopus marschierte ebenfalls zurück, erreichte aber als höchstes 9 Knoten Marschgeschwindigkeit. Am 6. November trafen beide Schiffe zusammen und liefen langsam zu den Falklandinseln, wo sie ihre Kohlenbestände auffüllten. Beide sollten nach Norden den sich nähernden Verstärkungen entgegenmarschieren. Aber die Maschine der Canopus brach erneut zusammen, so dass die Glasgow allein nach Norden fuhr, während Canopus im inneren Hafen von Stanley auf Grund gesetzt wurde, um als Abwehrbatterie zu dienen.

### Gefecht bei den Falklandinseln
Die Glasgow stieß am 11. November 1914 vor der brasilianischen Küste zum Geschwader des Konteradmirals Archibald P. Stoddart, der von seiner bisherigen Position im mittleren Atlantik mit seinem Flaggschiff Defence, dem Panzerkreuzer Cornwall, Schwesterschiff der bei Coronel versenkten Monmouth, der Carnarvon und dem Hilfskreuzer Orama nach Süden verlegte.
Die Glasgow lief am 12. weiter nach Rio de Janeiro, wo die Brasilianer ihr einen Aufenthalt von fünf Tagen im dortigen Trockendock zur Ausbesserung der Schäden von Coronel trotz heftiger deutscher Proteste erlaubten.
Am 26. bis 28. November versammelte sich die britische Streitmacht bei Abrohols Rocks unter Vizeadmiral Frederik Doveton Sturdee, der aus England mit den Schlachtkreuzern Invincible und Inflexible Spees Geschwader stoppen und vernichten sollte. Stoddart stieg auf Carnarvon um, zur Cornwall war inzwischen deren neu in Dienst gestelltes Schwesterschiff Kent gestoßen, und neben der instandgesetzten Glasgow war auch deren Schwesterschiff Bristol eingetroffen. Dazu kamen die Hilfskreuzer Macedonia und Orama. Der letztere marschierte mit den Kohlendampfern. Stoddarts bisheriges Flaggschiff Defence wurde zum Kap entlassen.
Am 7. Dezember 1914 erreichte der britische Verband Port Stanley auf den Falklandinseln. Als am Morgen des 8. Dezember das deutsche Ostasiengeschwader vor den Falklandinseln erschien, waren die Briten noch beim Kohlen. Um 09:40 Uhr verließ die Glasgow als zweites Schiff den Hafen, um die Verfolgung des deutschen Geschwader aufzunehmen, das rund 15 Seemeilen Vorsprung hatte. Die britischen Schiffe machten jedoch mehr Fahrt und die guten Sichtverhältnisse sowie die ruhige See an diesem Tag erlaubten es ihnen, die nach Osten laufenden deutschen Schiffe problemlos am Horizont zu erkennen und langsam einzuholen.
Nachdem Graf Spee erkannt hatte, dass er im geschlossenen Verband nicht entkommen konnte, entließ er um 13:15 Uhr die Leipzig, und um 13:20 Uhr signalisierte er: „Kleine Kreuzer entlassen. Zu Entkommen versuchen!“ Sturdee reagierte sofort: Er hatte diese Verhalten erwartet. Auf ein vereinbartes Signal begannen nun die Panzerkreuzer Kent und Cornwall und bald darauf auch die Glasgow mit der Verfolgung der Kleinen Kreuzer. Sie kam an das deutsche Schlussschiff Leipzig heran, und lieferte sich mit ihr ein Artillerieduell. Daraufhin trennten sich die drei deutschen Kreuzer um etwa 14:30 Uhr. Die Leipzig steuerte nach Süden und wurde zunächst von der Glasgow eingeholt, die aber nach heftigem Abwehrfeuer der Leipzig vorläufig abließ. Kurz vor 14:40 Uhr war dann der Panzerkreuzer Cornwall herangekommen, und vorübergehend geriet die Leipzig auch unter den Beschuss der Kent. Obwohl sie immer mehr Treffer erhielt, brannte und immer langsamer wurde, feuerte sie unentwegt zurück und konnte mit ihren 10,5-cm-Geschützen allein auf der Cornwall achtzehn, allerdings meist wirkungslose, Treffer erzielen.
Glasgow hatte zwei Treffer erhalten, die einen Dampfkessel beschädigten. Ein Toter und vier Verwundete, von denen noch einer seinen Verletzungen erlag, waren zu beklagen.
Der Kampf zog sich bis gegen 19 Uhr hin. Nachdem die gesamte Munition der Leipzig verschossen war, wurden erfolglos Torpedos auf die Briten abgeschossen. Um 19:17 Uhr gab Kommandant Haun den Befehl zur Sprengung, um 19:20 Uhr zum Verlassen des Schiffes. Gegen 19:50 Uhr wurde die Leipzig noch einmal beschossen. Um 21:23 Uhr sank schließlich der Kleine Kreuzer Leipzig 37 Tage nach Coronel durch Beschuss der Kreuzer Cornwall und Glasgow. Lediglich 18 Seeleute der Leipzig wurden gerettet.
Die Dresden konnte allerdings entkommen, die mit Versenkung der Leipzig aufgenommene Suche der Suffolk war zu spät aufgenommen worden.

### Vernichtung derDresden
Anschließend beteiligte sich die Glasgow an der Suche nach dem letzten vom Ostasiengeschwader verbliebenen Kleinen Kreuzer Dresden. Die Dresden wurde schließlich am 14. März 1915 von der Glasgow und dem Panzerkreuzer Kent in der Cumberland-Bucht der Insel Más a Tierra (seit 1966 Robinson-Crusoe-Insel genannt) im chilenischen Juan-Fernández-Archipel entdeckt. Unter Missachtung der chilenischen Neutralität beschossen die beiden britischen Kreuzer das Schiff, dem ein erneutes Entkommen unmöglich war. Einem Enterkommando der Briten kam die Selbstversenkung der Dresden zuvor.

### Weiterer Einsatz
1915 wurde die Glasgow ins Mittelmeer verlegt. Im Februar und im September 1916 wurde sie von dort in den Atlantik entsandt, um an der erfolglosen Suche nach dem deutschen Hilfskreuzer Möve teilzunehmen. Ab 1917 gehörte sie zur 8th Light Cruiser Squadron, die von Brindisi den Ausgang der Adria überwachte.

## Verbleib
Nach Ende des Krieges diente die Glasgow kurzzeitig als Schulschiff für Heizer. Sie wurde 1922 außer Dienst gestellt und 1927 abgewrackt.

## Trivia
Seit 1953 trägt ein Berg in British Columbia (Kanada) den Namen Mount Glasgow zu Ehren der HMS Glasgow. (Der gleichnamige Berg in der Antarktis wurde hingegen nach einem Polarforscher benannt).